# シャンタル・ムフ
シャンタル・ムフ（Chantal Mouffe, 1943年・シャルルロワ - ）は、ベルギー出身の政治学者。
ルーヴァン・カトリック大学、パリ大学、エセックス大学で学ぶ。コロンビア国立大学、ロンドン市立大学、ロンドン大学ウェストフィールド・カレッジの教授を歴任し、現在、ウェストミンスター大学民主主義研究所の所長を務める。
アントニオ・グラムシの思想に依拠して、民主主義の根源的な問い直しを通して、「政治的なるもの」の領域を探求。近年は、カール・シュミットの友敵関係を鍵概念に闘技的多元主義の構想を提起している。

## 著書

### 単著
- The Return of the Political, (Verso, 1993).

千葉眞・土井美徳・田中智彦・山田竜作訳『政治的なるものの再興』（日本経済評論社, 1998年）
- The Democratic Paradox, (Verso, 2000).

葛西弘隆訳『民主主義の逆説』（以文社, 2006年）
- On The Political, (Routledge, 2005).

篠原雅武訳『政治的なものについて――闘技的民主主義と多元主義的グローバル秩序の構築』（明石書店, 2008年）
- For a Left Populism, Verso, 2018.

『左派ポピュリズムのために』山本圭・塩田潤訳（明石書店, 2019年）

### 共著
- Hegemony & Socialist Strategy: Towards a Radical Democratic Politics, with Ernesto Laclau, (Verso, 1985).

エルネスト・ラクラウ、シャンタル・ムフ/山崎カヲル、石澤武訳『ポスト・マルクス主義と政治――根源的民主主義のために』（大村書店, 1992年）
『民主主義の革命――ヘゲモニーとポスト・マルクス主義』、西永亮・千葉眞訳、筑摩書房（ちくま学芸文庫）、2012年

### 編著
- Gramsci and Marxist theory, (Routledge & Kegan Paul, 1979).
- Dimensions of Radical Democracy: Pluralism, Citizenship, Community, (Verso, 1992).
- Deconstruction and Pragmatism, (Routledge, 1996).

青木隆嘉訳『脱構築とプラグマティズム――来たるべき民主主義』（法政大学出版局, 2002年）
- The Challenge of Carl Schmitt, (Verso, 1999).

古賀敬太・佐野誠編訳『カール・シュミットの挑戦』（風行社, 2006年）

### 共編著
- The Legacy of Wittgenstein: Pragmatism or Deconstruction, co-edited with Ludwig Nagl, (Peter Lang, 2001).